# Spirkelbach (Queich)
Der Spirkelbach ist etwas über drei Kilometer langer Bach im Dahner Felsenland und ein südlicher und rechter Zufluss der Queich im rheinland-pfälzischen Landkreis Südwestpfalz.

## Geographie

### Verlauf
Der Spirkelbach entspringt am Westfuß des Höllenberg und erreicht rund hundert Meter weiter nördlich das Siedlungsgebiet der gleichnamigen Ortsgemeinde Spirkelbach.
Nachdem er dieses durchquert hat, verläuft er östlich des Großen Rauhbergs und westlich des Rindsbergs. Schließlich wechselt er auf die Gemarkung von Wilgartswiesen, wo er von rechts in die Queich mündet.
Der 3,34 km lange Lauf des Spirkelbachs endet ungefähr 46 Höhenmeter unterhalb seiner Quelle, er hat somit ein mittleres Sohlgefälle von etwa 14 ‰.

### Zuflüsse
- Dorfwiesengraben (rechts), 0,2 km, 0,53 km²

## Geschichte
Der Bach wurde als Spurchinebach im Jahr 828 erstmals urkundlich erwähnt und war damals nicht besiedelt; der gleichnamige Ort entstand erst einige Jahrhunderte später. Der Name leitet sich vom althochdeutschen Wort spurch für „Wacholder“ ab.

## Wirtschaft und Verkehr

### Verkehr
Die Kreisstraße 54 folgt ihm im größten Teil seines Verlaufs, wenngleich nicht immer unmittelbar parallel und überquert ihn in der Spirkelbacher Ortsmitte. In seinem Unterlauf führt die Bundesstraße 10 annähernd parallel. Kurz vor seiner Mündung wird er nacheinander von der Bahnstrecke Landau–Rohrbach, der Kreisstraße 56 und der Bundesstraße 10 überbrückt.

### Tourismus
Während seiner gesamten Länge folgt ihm der Pirminius-Radweg. Der mit einem blauen Kreuz gekennzeichnete Wanderweg folgt ihm auf mittlerer Strecke und überquert ihn insgesamt dreimal, darunter zweimal innerhalb der Spirkelbacher Ortsmitte. Ein weiterer Wanderweg, der mit einem roten Punkt markiert ist, folgt ihm ebenfalls auf kurzer Strecke und überbrückt ihn ebenso im Spirkelbacher Ortszentrum.